# Časová osa Minamatské nemoci
Časová osa shrnuje klíčové události, které se týkají Minamatské nemoci:
| Datum             | Událost |
| ----------------- | --- |
| 1908              | Ničicu otevírá Minamatě chemickou továrnu |
| 1932              | Zahájena výroba acetaldehydu s použitím rtuti jako katalyzátoru |
| 1945              | Japonsko je poraženo ve druhé světové válce. Spojenecké okupační orgány nařizují rozdělit Ničicu |
| 1950              | Je založena Šin Ničicu jako nástupnická firma původní společnosti |
| srpen 1951        | Je změněn kokatalyzátor, namísto oxidu manganičitého je nově používán sulfid železnatý, vedlejším produktem procesu je methylrtuť |
| 1956              | |
| 1. květen         | Ředitel podnikové nemocnice Hadžime Hosokawa popisuje Minamatskou nemoc a informuje orgány veřejné zdravotní péče |
| 24. srpen         | Na univerzitě v Kumamotu vzniká výzkumná skupina |
| 4. prosinec       | Vědecký tým Kumamotské univerzity publikuje podezření z otrav těžkým kovem, které nejspíše zapříčiňuje konzumace kontaminovaných ryb |
| 1958              | |
| březen            | Britský neurolog Douglas McAlpine si povšiml, že příznaky Minamatské nemoci se podobají příznakům otravy organickou rtutí |
| září              | Šin Ničicu mění cestu odpadních vod z výroby acetaldehydu, namísto do Minamatské zátoky nově tečou do řeky Minamata |
| 1959              | |
| únor              | Šetření provedená v Minamatském zálivu odhalují znečistění rtutí šokujícího rozsahu |
| 29. srpen         | Je zprostředkováno uzavření dohody mezi Chisso a minamatskými rybářskými družstevníky o výplatě finančních náhrad |
| 21. říjen         | Šin Ničicu vrací vypouštění odpadních vod z výroby acetaldehydu zpět, namísto řeky Minamata tečou opět do Minamatského zálivu |
| 2. prosinec       | Při násilnostech vtrhli členové Prefekturální aliance rybářských družstev v Kumamotu do továrny v Minamatě a způsobili škody za 10 milionů JPY |
|                   | |
| 12. listopad      | Ministerstvo zdraví a sociální péče informuje, že „Minamatská choroba je otrava… způsobená konzumací velkého množství ryb a bezobratlých žijících v Minamatském zálivu a jeho okolí, přičemž hlavní příčinou je nějaká organická sloučenina rtuti.“ |
| 17. prosinec      | Je zprostředkovaná dohoda o náhradě mezi Chisso a Prefekturální aliancí rybářských družstev Kumamoto za škody způsobené rybolovu |
| 29. prosinec      | Je zprostředkovaná dohoda o náhradě škody mezi Chisso a Společenstvím nemocných Minamatskou nemocí |
| 29. listopad 1962 | U prvních osmnácti dětí je diagnostikována vrozená forma Minamatské nemoci |
| 1965              | |
| 1. leden          | Šin Ničicu mění jméno na Chisso Corporation |
| 12. červen        | Na veřejnost se dostává zpráva o druhém propuknutí epidemie nemoci Minamata v prefektuře Niigata |
| 1968              | |
| březen            | Nemocní z Niigaty podávají žalobu na společnost Showa Denko |
| 26. září          | Ústřední vláda vydává oficiální zprávu, ve které stanovuje příčinu chorob Minamata a Niigata Minamata |
| 1969              | |
| 14. červen        | Skupina pro soudní spory Společnosti pro vzájemnou pomoc podala žalobu proti Chisso u okresního soudu v Kumamotu |
| 1970              | |
| 4. červenec       | Již na smrtelné posteli, Hadžime Hosokawa podává před soudem svědectví o pokusech na kočkách |
| 27. květen        | Vyjednána arbitrážní dohoda o náhradě mezi firmou Chisso a Společností pro vzájemnou pomoc |
| 1971              | |
| 29. září          | Showa Denko je odsouzena za nedbalost, niigatští pacienti dostávají kompenzaci |
| 1972              | |
| 1973              | |
| 20. březen        | Chisso je odsouzena za nedbalost, sdružení pacientů dostává kompenzaci |
| 1977              | V zálivu Minamata je instalována síť, která zabraňuje toxickým kalům a rybám kontaminovat jiné oblasti |
| 1. září 1997      | Síť ohraničující Minamatský záliv je demontována, ryby zde chycené lze bez nebezpečí konzumovat |
| 15. říjen 2004    | Nejvyšší soud Japonska rozhodl, že ústřední vláda byla zodpovědná za to, že po roce 1960 nezabránila šíření Minamatské choroby |
|                   | |
|                   | |